# 萬能倉站
萬能倉站（日语：／ Managura eki */?）是位於廣島縣福山市驛家町大字萬能倉，西日本旅客鐵道（JR西日本）的福鹽線車站。
日間設有部分來自福山方向列車於此站折返。

## 歷史
- 1914年（大正3年）7月21日 - 兩備輕便鐵道開設此站。
  - 當時車站位於廣島縣蘆品郡驛家村（日语：駅家町）大字萬能倉。
- 1926年（大正15年）6月26日 - 兩備輕便鐵道改名為兩備鐵道。
- 1933年（昭和8年）
  - 9月1日 - 兩備鐵道被國有化，成為國有鐵道福鹽線車站[1]。
  - 11月15日 - 福鹽北線開通，使與福鹽線改名為福鹽南線。
- 1935年（昭和10年）12月14日 - 軌距改為1067毫米。
- 1938年（昭和13年）7月28日 - 府中站至上下站之間開通，使福鹽北線和福鹽南線合併成為福鹽線。
- 1947年（昭和22年）11月3日 - 驛家村實行町制，成為驛家町（日语：駅家町）（第一次），車站地址變為廣島縣蘆品郡驛家町大字萬能倉。
- 1955年（昭和30年）1月1日 - 隨著驛家町（第二次）成立，車站地址變為廣島縣蘆品郡驛家町大字萬能倉。
- 1975年（昭和50年）2月1日 - 驛家町（第二次）編入至福山市（第二次），車站地址變為廣島縣福山市驛家町大字萬能倉。
- 1987年（昭和62年）4月1日 - 伴隨國鐵分割民營化，車站由西日本旅客鐵道（JR西日本）營運。
- 2009年（平成21年）4月1日 - 永久關閉車站櫃臺，成為無人車站。

## 車站構造
車站是一座地面車站，設有1面2線的島式月台。車站大樓位於路軌北邊。兩月台之間設有無上蓋跨線橋連接。
此站是由福山站管理的無人車站。此站設有自動售票機。此站不可使用ICOCA。

### 月台
| 月台 | 路線   | 上下行 | 方向           | 備註                        |
| ---- | ------ | ------ | -------------- | --------------------------- |
| 1    | 福鹽線 | 上行   | 福山方向       | 從此站出發的列車使用2號月台 |
| 2    | 福鹽線 | 下行   | 府中、三次方向 |                             |

## 利用狀況
以下為近年1日平均乘車人次列表
| 年度               | 1日平均 乘車人次 |
| ------------------ | ---------------- |
| 2001年（平成13年） | 781              |
| 2002年（平成14年） | 748              |
| 2003年（平成15年） | 776              |
| 2004年（平成16年） | 759              |
| 2005年（平成17年） | 712              |
| 2006年（平成18年） | 679              |
| 2007年（平成19年） | 656              |
| 2008年（平成20年） | 688              |
| 2009年（平成21年） | 655              |
| 2010年（平成22年） | 647              |
| 2011年（平成23年） | 667              |
| 2012年（平成24年） | 666              |
| 2013年（平成25年） | 699              |
| 2014年（平成26年） | 674              |
| 2015年（平成27年） | 721              |
| 2016年（平成28年） | 753              |
| 2017年（平成29年） | 751              |
| 2018年（平成30年） | 789              |

## 車站周邊
- 福山平成大學
- 公立學校共濟組合中國中央醫院（日语：中国中央病院）
- 廣島縣福山產業交流館
- 中國銀行驛家分店
- EDION（日语：エディオン）福山北店
- 廣島縣立福山北特別支援學校（日语：広島県立福山北特別支援学校）
- 萬能倉郵局
- 四角巴士站

## 相鄰車站
西日本旅客鐵道（JR西日本）
 福鹽線
道上－萬能倉－驛家

## 注腳
1. ↑  日本《官報》第1998號「鐵道省告示第385號」，1933年8月28日：第800頁。
2. ↑  統計福山

## 外部連結
- 萬能倉｜車站資訊：JR出門網 - 西日本旅客鐵道（日語）